# Otto Bertram (Richter)
Otto Bertram (* 18. Mai 1871 in Krummennaab/BA Kemnath; † 6. März 1949 in Hausham) war ein deutscher Richter, zuletzt Präsident des Oberlandesgerichts Nürnberg.

## Leben
Nach dem Besuch eines Gymnasiums in Regensburg studierte Otto Bertram ab 1890 Rechtswissenschaften zunächst in München, später in Erlangen. Seit dem Studium war er Mitglied der Studentenverbindung Akademischer Gesangverein München im SV.  Am 13. Juli 1893 erfolgte das Universitätsabsolutorium. Am 5. August 1893 wurde er als Rechtspraktikant beim Amtsgericht Stadtamhof vereidigt. Am 1. August 1899 wurde er Grundbuchanlegungs-Kommissär beim Amtsgericht I in Regensburg. Am 15. Februar 1900 wurde Bertram Amtsrichter in Regensburg, im April 1900 in Stadtamhof und am 1. Juli 1904 in Straubing. Am 16. Mai 1912 wurde er Rat beim Landgericht Passau.
Im Ersten Weltkrieg war Otto Bertram ab dem 1. August 1914 zunächst Leutnant der Reserve und Adjutant bei Bezirkskommando Passau, ab Ende 1916 im Landsturm-Infanterie-Ersatz-Bataillon Passau. Ab dem 2. Februar 1917 war er Hauptmann der Reserve und Kriegsgerichtsrat bei der 9. Infanterie-Brigade und ab dem 13. August 1917 bei der bayerischen mobilen Etappenkommandantur 313. Entlassen wurde er am 15. Dezember 1918.
1919 war Otto Bertram vorübergehend Referent für Rechtsangelegenheiten des Freikorps Passau, dann wurde er aushilfsweise beim Amtsgericht München verwendet. Am 21. August 1919 wurde er Untersuchungsrichter beim Landgericht Passau, am 14. April 1921 beim Landgericht München I. Mit Wirkung vom  1. Dezember 1921 wurde er zum Oberlandesgerichtsrat befördert. Von 1927 bis Ende 1929 war er Hilfsrichter am Landesversorgungsgericht im Nebenamt. Ab dem 16. Juli 1927 war er stellvertretender Direktor beim Landgericht Nürnberg, ab dem 1. April 1929 Landgerichtsdirektor beim Landgericht München I, ab Juni 1929 zugleich Mitglied des Disziplinarhofs für nichtrichterliche Beamte. Ab dem 1. Januar 1930 hatte Bertram den Vorsitz der 4. Strafkammer und des Schwurgerichts beim Landgericht München I inne.
Im Juni 1932 führte Bertram den Vorsitz im Verfahren gegen den politischen Abenteurer Werner Abel wegen Meineides, das Adolf Hitler aufgrund von Behauptungen Abels, das Hitler in den 1920er Jahren finanzielle Unterstützung für seine Partei für die Zusage erhalten habe, in der Südtirolfrage (d. h. der Frage ob dieses Gebiet zu Österreich, d. h. zu einem deutschen Staat, oder zu Italien gehören sollte) eine für Italien günstige Haltung einzunehmen, angestrengt hatte, das zu dieser Zeit vor dem Landgericht München verhandelt wurde. Das Verfahren endete damit, dass Abel schuldig gesprochen und zu einer mehrjährigen Zuchthausstrafe verurteilt wurde. Kritiker unterstellten später, dass Bertram sich durch dieses für Hitler günstige Urteil bei den Nationalsozialisten großer Beliebtheit erfreudet hätte und infolgedessen ab 1933 durch eine Förderung seiner Karriere belohnt worden sei.
Zur Zeit des Nationalsozialismus wurde Bertram am 1. November 1933 Präsident des Oberlandesgerichts Nürnberg und ab dem 16. Oktober 1934 zugleich Vorsitzender des Reichsjustizprüfungsamtes Nürnberg. Am 1. September 1937 erfolgte im Alter von 66 Jahren der Eintritt in den Ruhestand.
Vom Mai bis Dezember 1933 war er Vorsitzender des Bayerischen Richtervereins. Ab 11. November 1933 war er Mitglied des Bundes Nationalsozialistischer Deutscher Juristen (BNSDJ). Zum 1. Dezember 1933 trat er der NSDAP bei (Mitgliedsnummer 2.163.995).